# ハムちゃんず
ハムちゃんずは、河井リツ子原作の漫画『とっとこハム太郎』、及び同作を原作としたテレビアニメ『とっとこハム太郎』にて登場する、ハム太郎をはじめとしたキャラクターをグループに分けた際のグループ名である。ハムスターのキャラクターのみで構成される。

## 概要

### 漫画版
小学館ワンダーランドブックス『とっとこハム太郎 ハムちゃんずでございまちゅ』、ぴっかぴかコミックス『とっとこハム太郎 ハムちゃんず』に登場し、計86匹存在する。

### アニメ版
2000年7月14日に放映された第二話「とっとこ作るよ! 地下ハウス」でタイショーくんの棲み処である地下ハウスに招かれたハム太郎たち。しかし、そこはゴミが散らかっていてとてもみんなで遊べるようなところではなかった。
そこで、“ハムスターみんな”が集まれるよう掃除をすることになる。すると、ハム太郎が「ハムスターみんな・・・、そうだ!ハムちゃんずだ!」と思いつき、ハムちゃんずが結成された。
なお、ハムちゃんずが出来た初期のメンバーはハム太郎、こうしくん、タイショーくん、マフラーちゃん、ちび丸ちゃん、まいどくん、めがねくん、ねてるくんだった。
第三話からのっぽくん、トラハムちゃん、かぶるくん、パンダくん、第四話からリボンちゃん、第十四話からトラハムくんが加わる。
アニメ内における「ハムちゃんず」のメンバーは、とっとこハム太郎の登場人物#ハムちゃんずを参照。

### その他
2011年12月21日より、ハムちゃんず内の「スマートフォンアプリ開発チーム」が開発したiOSデバイス向けApp「ついっとハム太郎」がApp Storeにて価格250円で発売されている。

## 歌手
アニメ版の大半の主題歌・挿入歌を歌唱しているが、歌手が「ハムちゃんず」とクレジットされていても実際にはハムちゃんず全員で歌っているのではなく、一部のレギュラーが代表して歌っている。

### ハムちゃんず
一般に歌手の意味合いで「ハムちゃんず」と言う場合は下記のキャラクターを指す。一部の曲では多少キャラクターが変わる場合がある。
- ハム太郎（声 - 間宮くるみ）
- こうしくん（声 - 愛河里花子）
- リボンちゃん（声 - 村井かずさ）
- タイショーくん（声 - 伊藤健太郎）
- マフラーちゃん（声 - 佐久間レイ）
- ちび丸ちゃん（声 - 的井香織）
- まいどくん（声 - 杉本ゆう）
- めがねくん（声 - 鈴木千尋）

一部の曲のみ参加
- トラハムくん（声 - 宮田幸季）（ハムハムトレイン）
- かぶるくん（声 - 内川藍維）（ハッピーハムハムバースデイ）

### ハムちゃんず・ひまわり組
- ハム太郎
- こうしくん
- リボンちゃん

### ハムちゃんず ちーず!
ハムちゃんずの女の子だけで構成されたグループ。「ハムハムひなまつり」を除いた全ての曲では「+（プラス）ハム太郎」と表記され、ハム太郎も歌の中に加わることが多い。
- リボンちゃん
- マフラーちゃん
- トラハムちゃん（声 - 池澤春菜）
- ちび丸ちゃん

### ハムちゃんず どんぐり隊
- ハム太郎
- タイショーくん
- こうしくん
- のっぽくん（声 - 本田貴子）
- まいどくん
- めがねくん
- パンダくん（声 - 斎藤祐子）
- ねてるくん（声 - 杉本ゆう）
- トラハムくん
- かぶるくん

### MMぼーいず
グループ名の由来は“まいど”と“めがね”の頭文字のアルファベットである（M）から。
- まいどくん
- めがねくん

## スマートフォンアプリ開発チーム
「ハムちゃんずのスマートフォンアプリが欲しい」等の意見を受け結成されたチーム。
- ハム太郎 （チームリーダー）
- パンダくん （開発担当）
- のっぽくん （開発担当）
- まいどくん （ギャグ担当）
- めがねくん （デザイン担当）